# Moses Bosco Anderson
Moses Bosco Anderson   , né le 9 septembre 1928 à Selma aux États-Unis et mort le 1er janvier 2013 à Livonia (Michigan), est un prélat catholique américain.

## Biographie
Anderson est ordonné prêtre de la Société de Saint Edmond en 1958. En 1983, il est nommé évêque auxiliaire de Détroit et évêque titulaire de Vatarba (de). Anderson prend sa retraite en 2003.